# Hačidžó kodžima
Hačidžó kodžima (八丈小島) je malý neobydlený ostrov vulkanického původu nacházející se v Tichém oceánu v souostroví Izu v Japonsku, asi 287 km jižně od Tokia a 7,5 km západně od ostrova Hačidžódžima, v severní části souostroví. Administrativně spadá pod město Hačidžó ve stejnojmenné podprefektuře. 

## Geografie

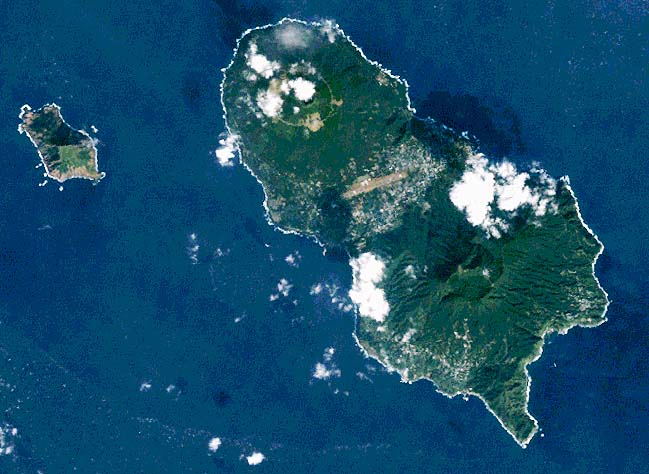
Hačidžó kodžima (vlevo) a Hačidžódžima (vpravo)

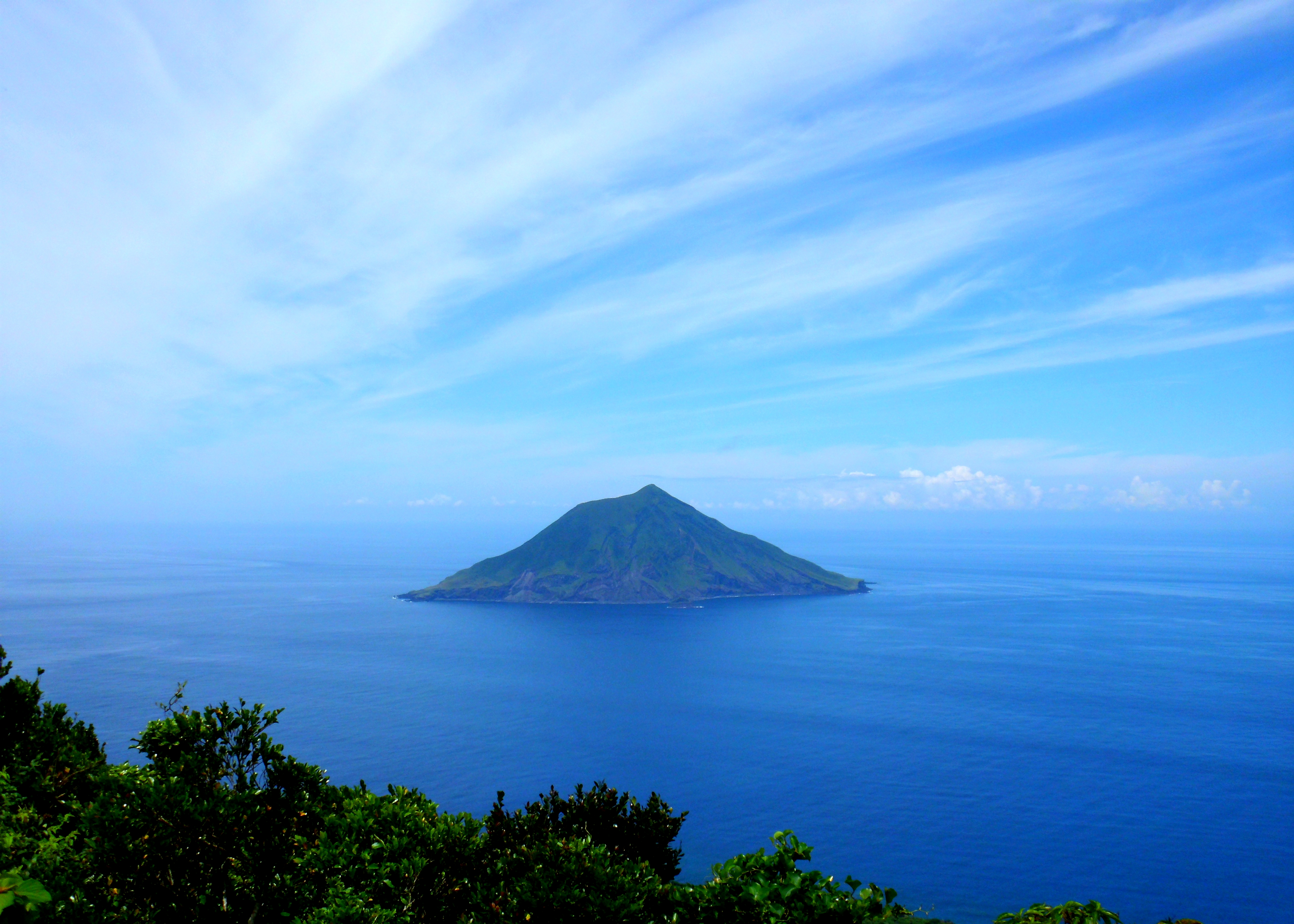
Ostrov Hačidžó kodžima, pohled z Hačidžó-fudži

Ostrov je stejně jako sousední Hačidžódžima orientován ve směru od severozápadu k jihovýchodu. Je 3 km dlouhý a v nejširším místě 1,3 km široký, obklopený vysokými útesy. Nejvyšším bodem ostrova je vrch Taihei-zan (太平山), který dosahuje nadmořské výšky 618,8 m. Celá zdejší oblast se nachází v teplém mořském proudu Kurošio, a vyznačuje se tudíž bohatým podmořským životem. Je proto vyhledávána sportovními rybáři a potápěči. 

## Historie
Během nepokojů éry Hógen v období Heian byl samuraj Tametomo no Minamoto vypovězen na ostrov Izu Óšima, ale podle legendy prý uprchl na ostrov Hačidžódžima, kde se pokusil založit nezávislé království. Svůj hrad zbudoval na snadněji bránitelné Hačidžó kodžimě. Ačkoli tato legenda nebyla ověřena žádnými historickými či archeologickými důkazy, je jisté, že Hačidžó kodžima byla osídlena přinejmenším od dob období Muromači. Stejně jako sousední Hačidžódžima sloužil ostrov během období Edo jako místo, kam byli posíláni trestanci. Jelikož úžinou mezi oběma ostrovy protéká silný mořský proud, který brání v útěku na voru nebo uplaváním, byli závažnější zločinci izolováni na ostrově Hačidžó kodžima. V té době existovaly na ostrově dvě osady, Toriuči na severovýchodě a Ucuki na jihozápadě. Využívání Hačidžó kodžimy jako vězení skončilo za období Meidži, kdy zde žilo až 513 obyvatel. Jejich počet pak postupně klesal, až zde v roce 1955 zbylo pouhých 50 obyvatel. Roku 1965 se zbývající ostrované rozhodli Hačidžó kodžimu opustit, neboť zde chyběly základní veřejné služby. Posledních 31 obyvatel opustilo ostrov v roce 1969.